# Enrique Iglesias
Enrique Miguel Iglesias Preysler (* 8. května 1975 Madrid) je španělský popový zpěvák.

## Životopis
Tento 187 centimetrů vysoký zpěvák se narodil slavnému zpěvákovi Juliu Iglesiasovi a novinářce Isabele Preyslerové. Rodiče se již v jeho čtyřech letech rozvedli a Enrique žil s matkou. V prosinci 1981 byl jeho dědeček Julio Iglesias-Puga, unesen baskickou separatistickou a teroristickou organizací ETA. Nakonec byl nalezen nezraněn. Kvůli bezpečí se přestěhoval za svým otcem do Miami. Navštěvoval Gulliver Preparatory School později pokračoval ve studiu podnikání na univerzitě v Miami. V roce 1995 vystupoval pod pseudonymem Enrique Martinez, který měl pocházet z Guatemaly. Tuto falešnou identitu si vytvořil proto, aby nebyl pod palbou kritiky.
Jeho první španělsky zpívané album Enrique Iglesias mělo velký úspěch, prodalo se ho přes 6 miliónů kusů a Enrique za něho získal ocenění Grammy. Než natočil své první anglické album, stal se slavným především v latinském světě. Za krátko se stal velmi oblíbeným, když někam přijel při svém turné, měl vždycky vyprodáno. Jeho alba se začala prodávat po miliónech, získal mnoho ocenění (Grammy, American Music Awards, Premios Lo Nuestro) a dokonce se stal slavnější než jeho rodiče. Nejvíce ho proslavila píseň Bailamos, kterou nahrál pro soundtrack k filmu Willa Smithe Wild Wild West. Jeho první anglické album Enrique bylo v USA dvakrát platinové a platinové nebo zlaté ve 32 zemích po celém světě. Jeho velkou oblíbenost dokládá fakt, že zpíval na akcích jako je Live Earth.
Svá alba natočil ve čtyřech jazycích španělsky, anglicky, portugalsky a italsky. Oblibu měl i na Tchaj-wanu, v Rusku, a na Středním východě.
O jeho oblibě a umění svědčí i to, že si zahrál s Antoniem Banderasem, Salmou Hayek a Johnnym Deppem ve filmu Tenkrát v Mexiku a také účinkoval jako host v několika seriálech (např. Jak jsem poznal vaši matku nebo Dva a půl chlapa).
Trpí vzácnou anomálii zvanou Situs Inversus, což je stranově obrácené umístění vnitřních orgánů.

### Osobní život
V roce 1997 chodil se španělskou modelkou Samanthou Torres a následně pak do roku 2000 s kolumbijsko-americkou herečkou a modelkou Sofíi Vergarou. Od roku 2003 je jeho přítelkyní bývalá ruská tenistka Anna Kurnikovová. Dne 16. prosince 2017 se jim narodila dvojčata Nicholas a Lucy a 30. ledna 2020 se jim narodilo třetí dítě, dcera Mary.

## Hudební kariéra

### 1995: Enrique Iglesias
Toto album rockových balad spolu s jeho dalšími dvěma vyšlo mexické vydavatelství Fonovisa. V prvním týdnu bylo prodáno půl milionu kopií desek, což byl úspěch pro album nahrané v jiném jazyce než v angličtině. Během příštích tří měsíců se prodalo přes milion kopií. Album získalo na 39. předávání cen Grammy v únoru 1997 cenu v kategorii Best Latin Pop Album.

### 1997: Vivir
Tři singly alba: Enamorado Por Primera Vez, Sólo en Ti a Miente, obsadily první místo v hitparádě Billboard Hot Latin Songs. Vyrazil na své první koncertní turné v šestnácti zemích.

### 1998:Cosas del Amor
Album Cosas del Amor upevnilo jeho postavení na latinskoamerické hudební scéně. Hity Esperanza a Nunca Te Olvidaré byly opět na prvním místě hitparády latinských singlů. Po vydání alba se vydal na turné čítající více než 80 koncertů. Cosas del Amor tour bylo první koncertní turné vůbec, podporované řetězcem McDonald's.

### 1999: singl „Bailamos“
Na koncertě si ho všiml Will Smith a požádal ho o spolupráci na soundtracku k filmu Wild Wild West. Píseň „Bailamos“, vyšplhala na první příčku nejprestižnějšího žebříčku prodejnosti singlů v USA, Billboard Hot 100. Jen za rok 1999 se prodalo kolem 5 milionu kusů. Po tomto úspěchu ho chtěla většina nahrávacích společností. Nakonec podepsal smlouvu s Interscope Records.

### 1999: Enrique
Toto album bylo první pouze anglické album. Do tohoto alba patří i singl Bailamos a také duet s Whitney Houston Could I Have This Kiss Forever.

### 2001: Escape
Toto album je zatím jeho největší komerční úspěch. Nazpíval na něj duet To Love Woman s Lionelem Richiem. Singl Hero se umístil na prvním místě hitparády UK Singles Chart, nejprodávanějších singlů ve Velké Británii a celé album obsadilo první místo hitparády nejprodávanějších hudebních desek UK Albums Chart. Enrique se tak stal jediným latinským umělcem, který zároveň ovládl oba dva žebříčky. Následovalo One-Night Stand World Tour skládajícím se z padesáti vyprodaných koncertů v šestnácti zemích.

### 2002:Quizás
Album získalo na předávání Latin Grammy cenu v kategorii Nejlepší pop vocal album. Bylo prodáno milion kopií za týden, což z něj učinilo nejrychleji prodávané album ve španělštině za posledních pět let. Singl Para Qué La Vida dosáhl milionu přehrání v amerických rádiích, jako jediná španělská píseň.

### 2003: 7
Své sedmé album nazval 7. S tímto albem vyrazil na své dosud největší světové turné. Vysoce propagované turné začalo dvanácti vystoupeními ve Spojených státech a pokračovalo do několika zemí, z nichž většinu nikdy předtím nenavštívil, a to na vyprodaných arénách a stadionech v Austrálii, Indii, Egyptě, Singapuru a Jižní Africe.

### 2007: Insomniac
Po dvouleté přestávce vydal album Insomniac. V tomto albu změnil svůj styl na moderní pop. Mezi nejvýznamnější patří písně: Push s rapperem Lil Waynem, Do You Know? (Ping Pong Song), Ring My Bells. Turné Insomniac World Tour začalo na stejném místě, na kterém skončilo předchozí, v jihoafrickém Johannesburgu. K soundtracku filmu Let's Dance 2 byla přidána sólová verze Push. Píseň „Can You Hear Me“, která byla v některých zemích součástí znovuvydané verze alba Insomniac, se stala oficiálním songem Mistrovství Evropy ve fotbale 2008. Enrique Iglesias s ní naživo vystoupil na fotbalovém finále ve Vídni roku 2008.

### 2008: 95/08 Éxitos
Album 95/08 Éxitos je kompilační album jeho sedmnácti největších španělských hitů a dvou nových písní. ¿Dónde Están Corazón? i Lloro Por Ti se dostaly na první místo v žebříčku Hot Latin Songs. Chvíli po vydání vyrazil na americké turné.

### 2008: Greatest Hits
Po úspěchu své španělské kompilace největších hitů vydal kompilaci svých anglických hitů. Album obsahuje také dvě nové písně. První singl Away se Seanem Garrettem a po něm následoval Takin 'Back My Love v první verzi s Ciarou v druhé se Sarah Connor. Během prvních dvou týdnů vydání se prodalo přes 80 000 kopií alba. Na předávání Světových hudebních cen byl oceněn jako Nejlépe prodávající latinský umělec a Nejlépe prodávajícím španělským umělcem.

### 2010: Euphoria
Je nazpíváno napůl v angličtině a napůl ve španělštině. Je to jeho první dvojjazyčné album a zároveň první u vydavatelství Republic Records. Na písních z alba spolupracovalo mnoho významných umělců, např. Pitbull, Nicole Scherzinger, Akon, Usher a další. Singl I Like It s Pitbullem se stal součástí soundtracku k reality show americké stanice MTV Pařba v Jersey Shore. Od ledna 2011 do července 2012 byl na Euphoria Tour jehož součástí bylo téměř sto koncertů. Během toho kdy byl v Austrálii se k němu připojil Pitbull jako předskokan a během druhé části po Severní Americe i Prince Royce.

### 2012: Sex and Love
Album plné hudebních spoluprací. Na hitu Beautiful se podílela Kylie Minogue, "Mouth to Mouth" a "Physical spolupráce s hvězdou Jennifer Lopez,  I'm a Freak a Let Me Be Your Lover (na písních)Pitbullem a v písni There Goes My Baby můžete slyšet rappera Flo Rida. Jeho 24. song Loco se stal největším hitem Latinské hitparády. Obrovského úspěchu dosáhl singl Bailando, na kterém se podíleli Sean Paul, Descemer Bueno a Gente De Zona. „Bailando“ vyhrálo 3 Latin Grammy, pomohlo vyrovnat Shakirin předchozí rekord v žebříčku Hot Latin Songs na vývěsní tabuli a drželo 41 týdnů na prvním místě v této tabulce. Píseň byla také druhým nejsledovanějším hudebním videem YouTube roku 2014. Sex and Love bylo 7. celosvětově nejsledovanějším albem Spotify v roce 2014 a skladba Bailando byla nejvíce streamovanou skladbou v Mexiku i ve Španělsku. Iglesias byl také nazýván králem roku 2014.

### 2017–současnost
Iglesias pokračoval ve vydávání singlů samostatně nebo s jinými umělci. V roce 2015 spolupracoval s Nickym Jamem na reggaetonovém megahitu El Perdón. V roce 2016 následoval Duele el Corazón s Wisinem. V únoru 2017 vychází píseň Súbeme la Radio nahraná ve spolupráci duem Zion & Lennox a zpěvákem Descemer Bueno. Píseň má více než 1,1 miliardy zhlédnutí na YouTube. Roku 2018 vyšly další dva singly ve spolupráci s jinými zpěváky.

## Diskografie
Studiová alba
- Enrique Iglesias (1995)
- Vivir (1997)
- Cosas del Amor (1998)
- Enrique (1999)
- Escape (2001)
- Quizás (2002)
- 7 (2003)
- Insomniac (2007)
- Euphoria (2010)
- Sex and Love (2014)
- Final (Vol. 1) (2021)
- Final (Vol. 2) (2024)